# シリル・ハンツィカー
シリル・ハンツィカー（Cyrill Hunziker、1992年5月3日 - ）は、スイス出身のフリースキーヤー。種目はスロープスタイル、ハーフパイプ、ビッグエアー。使用スキー板のブランドはArmada。

## 生い立ち
14歳まではアルペンスキーの選手を目指し練習していた。その後、スイスのエンゲルベルクにあるSwiss Sports Schoolに入学する。卒業後はフリースキーヤーとしての練習に100％打ち込むようになる。

## 戦歴
2012年にフィンランドのユヴァスキュラで開催されたFIS World Cup・スロープスタイル種目ではフィンランドのアンティ＝ユッシ・ケンパイネンやノルウェーのピーケー・ハンダーを抑えゴールドメダル。2015年にスイスのCorvatschで開催されたNational Championshipsでは同じスイス出身のティル・マッティを上回りゴールドメダルを獲得。

## スポンサー
- Armada Skis
- Marker
- Helvetia
- Brünig Garage
- Dakine